# 알펀안덴레인

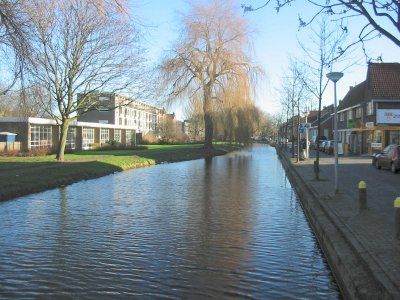
알펀안덴레인

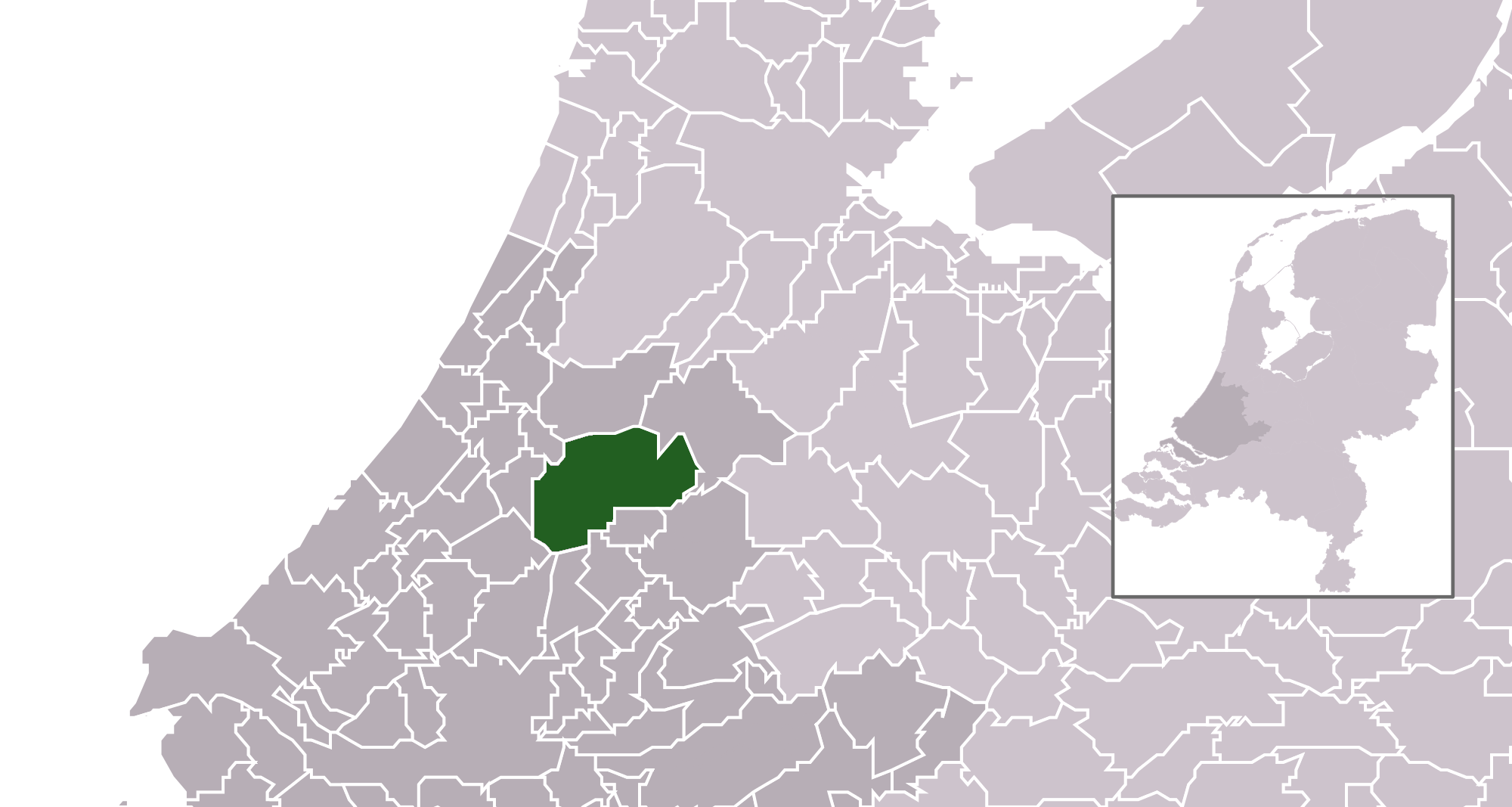
알펀안덴레인의 위치

알펀안덴레인(네덜란드어: Alphen aan den Rijn)은 네덜란드 자위트홀란트주의 도시로 면적은 132.49km2, 높이는 2m, 인구는 107,117명(2014년 5월 기준), 인구 밀도는 846명/km2이다.

시기
시 문장